# Suspilne Kultura
Suspilne Kultura (en ucraïnès: Суспільне Культура) és un canal de televisió pública ucraïnesa sobre cultura. El canal de televisió emet notícies, documentals, emissions de concerts de música clàssica i representacions teatrals, així com programes dedicats a diferents àmbits de la vida cultural i social -música, pintura, teatre, literatura, cinema.

## Història del canal de televisió
La companyia estatal de televisió i ràdio Kultura va ser creada l'any 2002 pel Comitè Estatal de Radiodifusió i Televisió d'Ucraïna per emetre a UT-1 (a la nit) i UT-2.
El novembre de 2004, DTRK Kultura va rebre una llicència del Consell Nacional de Radiodifusió i Televisió d'Ucraïna per a la transmissió per satèl·lit les 24 hores durant deu anys.
Des del setembre de 2005, el canal Cultura emet a les xarxes per cable de Kíev i les regions d'Ucraïna, i des del maig de 2006 s'emet per satèl·lit a més de 80 països.
L'1 de gener de 2017, el canal de televisió va iniciar l'emissió digital en l'estàndard DVB-T2 en comptes de la liquidada BTB, segons l'horari de 07:00 a 23:00.
El 8 d'agost de 2017 el canal va canviar de nom, canviant el seu nom i logotip per UΛ: Cultura, que va ser una de les etapes en la creació i desenvolupament de les emissores de servei públic.
L'11 de desembre de 2017 les emissores públiques — UΛ: Primer, UΛ: Cultura i UΛ: Crimea — van començar a emetre en format 16:9.
A partir del 22 de novembre de 2020 s'emet en DVB-T2 durant tot el dia.
El 28 de març de 2022, el canal va començar a emetre en alta definició (HD).
El 24 de maig de 2022, en relació amb la renovació del sistema de disseny de les marques NSTU, el canal UΛ: Cultura va canviar el seu nom a Públic Culture (en romanització: Suspilne Kultura).

## Concepte de parla del programari
Segons els termes de la llicència del canal:
1. Percentatge de l'idioma en què s'emeten els programes: ucraïnès (100%)
2. Quota de programes de producció pròpia: 12 hores diàries (50%)
3. Quota mínima de producte audiovisual nacional (inclosa la producció pròpia): 21 hores 36 minuts diaris (90%);
4. Quota màxima de productes audiovisuals de producció estrangera: 2 hores 24 minuts diaris (10%);
5. Format: cultural

## Logotip
El canal de televisió va canviar 3 logotips. Actual — 4t en el marcador. Del 2002 al 2005 es va situar a l'angle inferior esquerre. A partir del 2022, el logotip es troba a la cantonada superior esquerra.
- Des de l'1 de gener de 2002 fins al 7 d'agost de 2017, el logotip era un pectoral escita daurat amb una lletra minúscula "k" escrita en cursiva. Situat originàriament a l'angle inferior esquerre, i des de l'1 de setembre de 2005 — a la cantonada superior dreta.
- Del 8 d'agost de 2017 al 23 de maig de 2022, el logotip és la inscripció "UΛ: Cultura" en negreta blanca. Per ser-hi.
  - Del 28 de març al 23 de maig de 2022, el logotip ha augmentat de mida.
- A partir del 24 de maig de 2022, el logotip és un semicercle amb la inscripció "Públic Cultura". Logotip blanc. Situat a la cantonada superior esquerra.

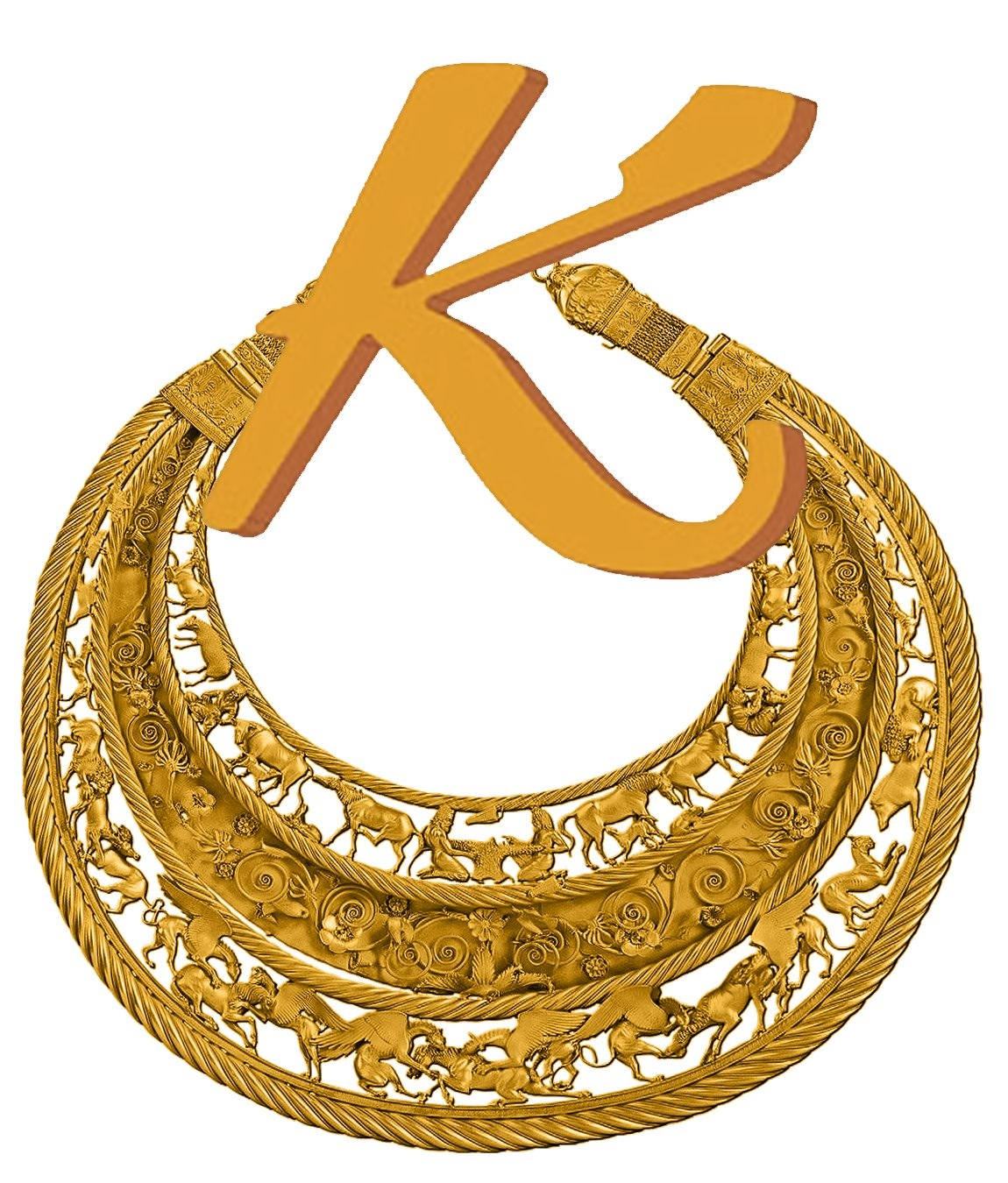
El primer logotip del canal de televisió de l'1 de gener de 2002 al 7 d'agost de 2017.
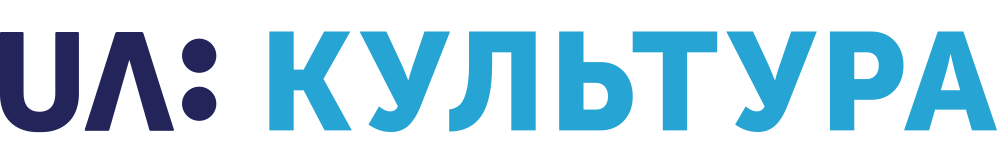
El segon i tercer logotip del canal de televisió del 8 d'agost de 2017 al 23 de maig de 2022.
El quart logotip del canal de televisió del 24 de maig de 2022.